# AZCA

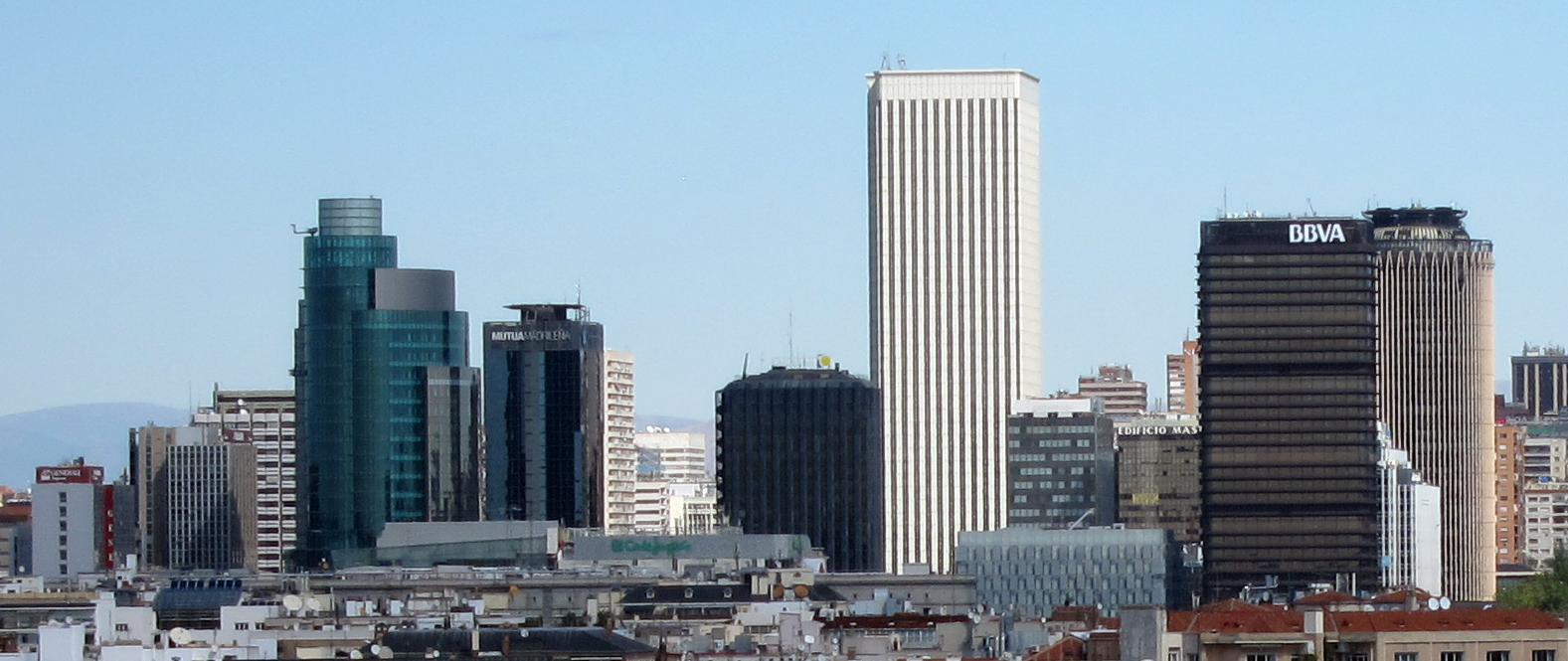
AZCA vista desde el Círculo de Bellas Artes (septiembre de 2013).

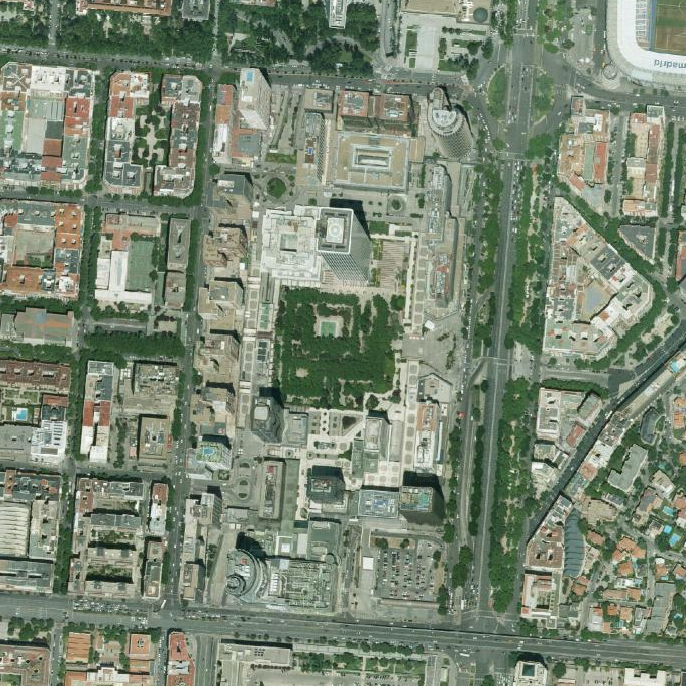
Ortofotografía de AZCA en 2014.

AZCA, acrónimo de «Asociación Mixta de Compensación de la Manzana A de la Zona Comercial de la Avenida del Generalísimo», es el nombre por el que se conoce al distrito financiero y de negocios de Madrid (España), habido en el barrio de Cuatro Caminos, distrito de Tetuán. Se trata de una supermanzana rectangular de diecinueve hectáreas de superficie compuesta por edificios de oficinas comprendida entre las calles de Raimundo Fernández Villaverde y Orense, la avenida del General Perón y el paseo de la Castellana. Asimismo, dentro del ámbito se encuentran las plazas de Pablo Ruiz Picasso, Carlos Trías Beltrán y Manuel Gómez Moreno.
En la manzana viven mil ochocientos vecinos, acoge unos veintisiete mil trabajadores y cada día transitan unas cien mil personas. En las décadas de 1990 y 2000 experimentó un proceso de deterioro, abandono y degeneración urbana, que lo convirtieron en una zona insegura para el viandante, conocida como los «bajos de AZCA». A finales de la década de 2000 se presentan distintos proyectos para revitalizar la zona y actualmente tanto los edificios como las zonas públicas están siendo renovadas.

## Descripción
La manzana de AZCA tiene una forma prácticamente rectangular, con unas dimensiones de aproximadamente 618 x 305 metros y una superficie de casi 19 hectáreas. Se compone de una parte central de zona verde y un basamento perimetral dispuesto fundamentalmente en tres plataformas a nivel de las calles perimetrales, comunicadas entre sí con espacios abiertos, pasadizos y porches, en donde se instalan multitud de locales comerciales y sobre los que se elevan numerosos edificios en altura, algunos de ellos emblemáticos, con destino básicamente a oficinas. Dentro de la manzana bajo rasante se sitúa un anillo de circulación que comunica y facilita el tráfico de las calles de alrededor.

## Historia

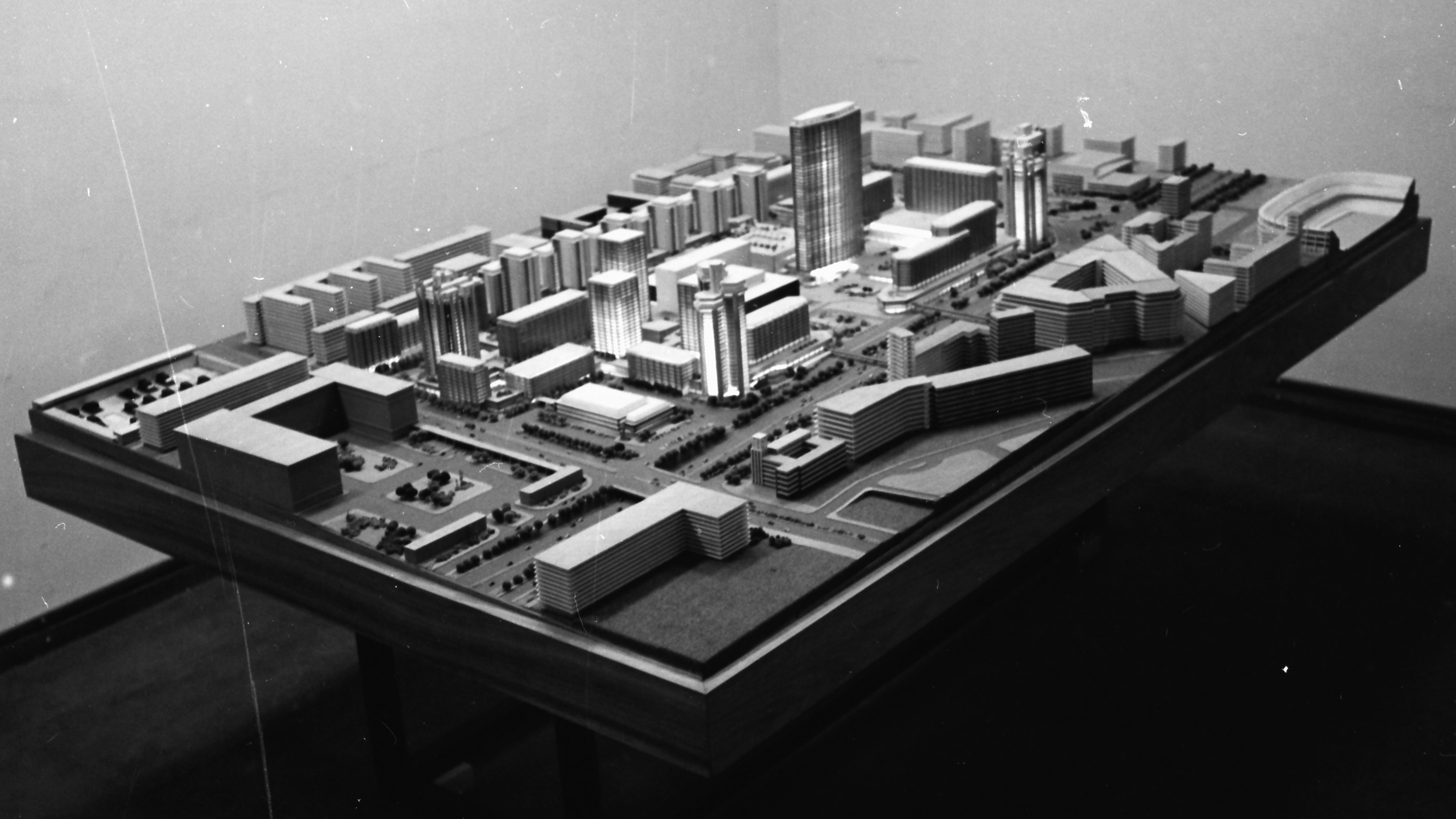
Maqueta de 1967 del proyecto.

Su concepción original (y su nombre) data del Plan General de Ordenación Urbana de Madrid (llamado Plan Bidagor), aprobado en 1946. El propósito del plan era construir una inmensa manzana de oficinas basada en la separación de circulaciones: tres anillos soterrado para circulación rodada y aparcamientos y dos niveles, en superficie, de circulación peatonal. Además contaría con una gran estación ferroviaria para las comunicaciones exteriores: Nuevos Ministerios. En este plan estaban incluso previstos nuevos equipamientos culturales como el Teatro de la Ópera, una biblioteca y un jardín botánico, que nunca llegaron a construirse. Cuando fue proyectado, el complejo de AZCA se encontraba en las afueras de la ciudad.
En 1954, la Comisaría General de Ordenación Urbana de Madrid convocó un concurso internacional para la ordenación de la manzana de AZCA. El proyecto ganador de 1954 fue elaborado por el arquitecto Antonio Perpiñá, inspirándose en el modelo del Rockefeller Center de Nueva York. Como consecuencia del concurso, se aprobó el Plan Parcial de la zona en 1957, si bien a pesar de dicha aprobación, el proyecto fue sometido a varias reformas y su aprobación total y definitiva no se produjo hasta 1964 por la Comisión de Planeamiento y Coordinación del Área Metropolitana de Madrid (nombre con el que se designaba a la Comisaría General de Ordenación Urbana desde 1963).
El grupo Unión Explosivos Río Tinto (ERT) llegó a hacerse con el control de los terrenos de AZCA. A finales de 1968 se inició la urbanización del ámbito, así como el comienzo de la edificación del primer solar del conjunto, perteneciente a El Corte Inglés. El último solar en construirse era también de El Corte Inglés, en el año 2000.
Las viviendas se construyen en la calle de Orense, y los edificios comerciales y de oficinas se sitúan en las tres vías perimetrales restantes, quedando el espacio central, previsto en principio para situar el Teatro de la Ópera, como una gran plaza sin vida, reflejo del fracaso de la arquitectura internacionalista. Los propietarios de los terrenos, que eran los que tenían que desarrollar el proyecto, «pararon la edificación durante 17 o 18 años, conscientes de que la forma de ganar más dinero era esperando a que se revalorizara el terreno», escribió la periodista Nativel Preciado en un artículo publicado en ABC en 1972.
La intervención de distintos arquitectos ha dado como resultado una imagen heterogénea y un tanto incoherente del centro. Las obras no comenzaron en firme hasta la década de los setenta, siendo fundamentalmente las entidades financieras o bancarias las que han levantado allí sus oficinas.

## Actualidad

### Problemas
AZCA es un lugar que bulle de actividad entre semana por los trabajadores que van a las oficinas, pero los fines de semana está desierto. Los llamados «bajos de Azca» son conocidos por sus innumerables pasadizos y galerías laberínticas que lo hacen hostil e inseguro para el paseante. En los últimos años aquejan un proceso de abandono y degeneración urbana, cuyos síntomas más evidentes son el aumento de personas sin hogar que allí viven, el fenómeno del botellón los fines de semana, las peleas a las puertas de las discotecas, el ruido que generan los locales, el tráfico a pequeña escala de drogas y, en líneas generales, la creciente sensación de inseguridad ciudadana. En 2005, cada fin de semana unos diez mil latinoamericanos convertían la zona en el mayor centro de ocio nocturno latino de toda Europa.
En 2006, fue apuñalado un ecuatoriano de 25 años por una banda latina rival. En 2009, un joven dominicano murió de un disparo a la altura del número 22 de la calle Orense. A partir del 5 de junio de 2009, el Ayuntamiento de Madrid se hizo cargo de la conservación de las instalaciones de dominio y uso público. A fecha de 2012 la zona sigue siendo oscura, peligrosa y difícil de transitar; los vecinos denuncian un aumento en la mendicidad, robos y prácticas como el cruising.

### Soluciones

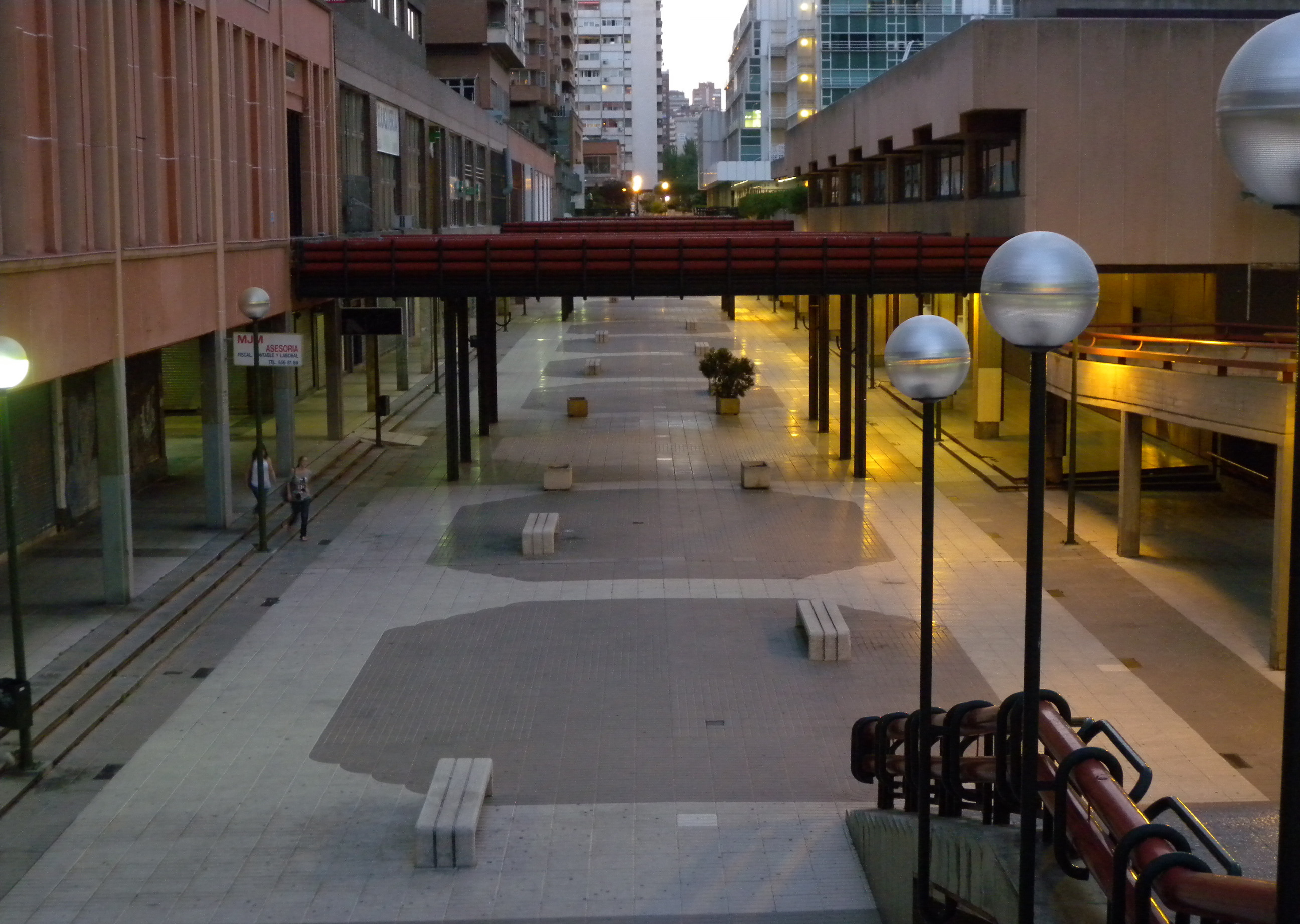
«Bajos de AZCA».

A finales de la década de 2000 se presentaron distintos proyectos para revitalizar la zona, si bien el estallido de la crisis impidieron su materialización.
Entre 2014 y 2016 se puso en marcha el Plan Director de Azca por el Ayuntamiento de Madrid, por el que AZCA tendrá pantallas gigantes, menos bares y más espacio peatonal. Se sustituyó el pavimento por losas de hormigón combinadas en distintos colores y se quitaron las jardineras, mientras que los árboles de mayor porte conservaron sus posiciones. Las obras se cifran en 8,75 millones de euros, asumidos en un 54% por las empresas propietarias de inmuebles de la zona y el 46% restante por el consistorio. Una vez aprobado se iniciaron las obras de reforma de las plazas: primero la plaza de Pablo Picasso (financiada íntegramente por Pontegadea, propietaria de la Torre Picasso) y posteriormente las plazas de Carlos Trías Bertrán y Manuel Gómez Moreno. A finales de 2017 comenzaron las obras de remodelación del entorno del edificio Castellana 77, conocido como avenida de la Vaguada, por un importe de 427 000 euros y una duración de seis meses.

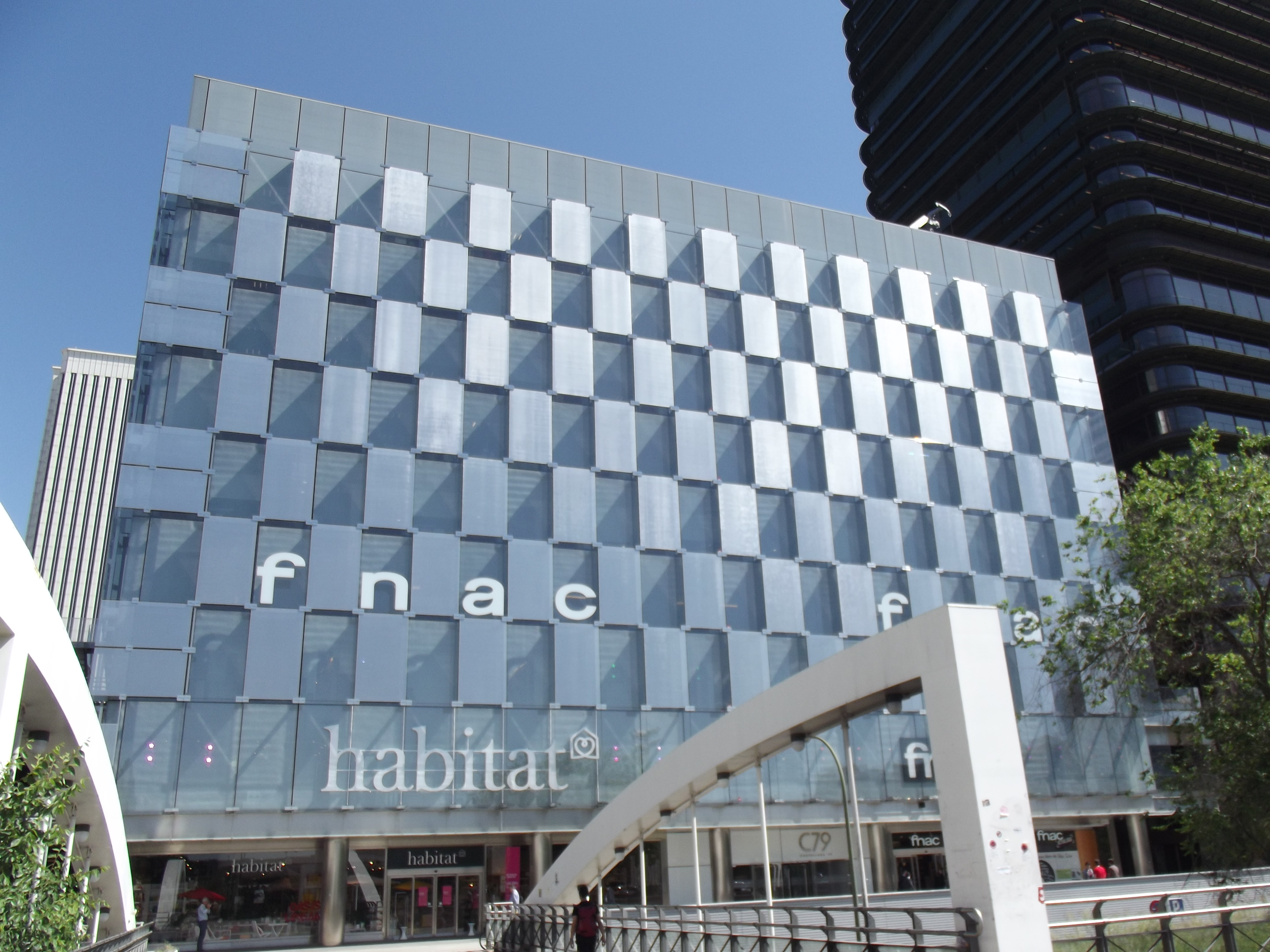
Castellana 79, ocupado anteriormente por Fnac y Habitat, desde abril de 2017 alberga el mayor Zara de España.

Respecto al tema de la inseguridad, durante el primer trimestre de 2016 se instalaron 55 cámaras de seguridad gestionadas por la Policía Municipal. A pesar de ello, en marzo de 2016, un joven latinoamericano era herido de gravedad por disparo de bala.
Entre 2016 y 2017, tres edificios fueron rehabilitados de forma integral, añadiendo 100 000 m² de oficinas de alto grado. Se trata de la reforma de mayor envergadura de los últimos treinta años en Madrid. Desde 2014, con el inicio del nuevo ciclo económico, se han puesto en marcha reformas de casi 70 000 metros cuadrados de oficinas en la zona, que sumados a la Torre Titania, dan 86 000 metros cuadrados de stock moderno. A fecha de septiembre de 2017 los alquileres en las torres de AZCA se sitúan un 16,6% por encima a las del CTBA, siendo el edificio Castellana 81 el más cotizado con 27 y los 35 euros por metro cuadrado al mes. Zara abrió en abril de 2017 su mayor tienda de España ocupando 5000 m² en Castellana 79, edificio diseñado por Rafael de La-Hoz Castanys. Desde octubre de 2014 viene celebrándose un festival de comida callejera, Madreat, en los jardines de AZCA.
En el tintero quedan proyectos como la creación de un gran espacio verde peatonal al norte de AZCA, denominado «Salón Norte de Tetuán», y la conexión con ámbitos muy cercanos, como el estadio Santiago Bernabéu —que será renovado sin aumentar su edificabilidad, aunque sí que podrá incluir una cubierta— y el palacio de Congresos —con diversos proyectos que no han llegado a cuajar, como construir un rascacielos o un hotel—.

## Edificios más altos
Esta tabla muestra edificios finalizados en AZCA que tienen más de 50 metros de altura. No se incluyen los edificios residenciales de la calle Orense.
| #  | Edificio                                            | Edificio | Altura | Año  | Notas |
| -- | --------------------------------------------------- | -------- | ------ | ---- | --- |
| 1  | Torre Picasso                                       |          | 157 m  | 1988 | 6.º edificio más alto de Madrid y 11.º edificio más alto de España. Diseñado por el arquitecto estadounidense de origen japonés Minoru Yamasaki, el mismo que proyectó las antiguas Torres del World Trade Center de la Ciudad de Nueva York. Adquirida en 2011 por Amancio Ortega, es la sede de varias empresas, entre ellas: Deloitte, Google, etc. Alberga un helipuerto en su parte superior. Alberga uno de los ascensores más rápido de España (6 m/s), además son de doble cabina. Su planta alberga un espacio de 120 m² destinado a una chimenea de subida de los gases procedentes de la red de ventilación de los viales subterráneos de AZCA. |
| 2  | Torre Europa                                        |          | 120 m  | 1985 | Oficinas. Anteriormente fue la sede de Caja Madrid y luego KPMG. Diseñada por el arquitecto Miguel de Oriol e Ybarra. Es el séptimo edificio más alto de Madrid y alberga oficinas de diferentes empresas. Fue renovada entre 2016 y 2018. |
| 3  | Castellana 81                                       |          | 107 m  | 1981 | Oficinas. Antes Edificio BBV. Diseñada por Francisco Javier Sáenz de Oiza. por debajo del edificio discurre el túnel para trenes de Cercanías entre Atocha y Chamartín, debido a eso, toda la estructura se apoya en dos grandes pilastras de hormigón a caballo a ambos lados del túnel. |
| 4  | Torre Titania                                       |          | 104 m  | 2013 | Comercial y oficinas. Las seis primeras plantas albergan El Corte Inglés y el resto es la sede de Ernst & Young España. Ocupa el lugar del Edificio Windsor, destruido tras un incendio en 2005. |
| 5  | Torre Mahou                                         |          | 85 m   | 1990 | Oficinas, sede de Mutua Madrileña. |
| 6  | Edificio Torre Castellana (Apartamentos Entrerríos) |          | 82 m   | 1973 | Uso residencial. Llamado Torre Castellana y también Apartamentos Entrerríos. Tiene una piscina en el ático. |
| 7  | Torre Negra                                         |          | 70 m   | 1978 | Anteriormente, eran las oficinas del Banco de Santander. Actualmente es la sede de Oficina Española de Patentes y Marcas. |
| 8  | Castellana 77                                       |          | 68 m   | 1977 | Oficinas. Anteriormente conocido como Edificio de Cristalera Española, luego Torre Saint Gobain y Edificio Ederra. Diseñado por el arquitecto Manuel Aymerich. Las obras de remodelación integral le dotarán de una fachada con lamas verticales iluminadas que serán su seña de identidad. |
| 9  | Edificio Master's 1 y 2                             |          | 62 m   | 1985 | Oficina y centro de negocios. |
| 10 | Edificio Trieste                                    |          | 58 m   | 1969 | Oficinas. Diseñado por Pedro Casariego y Genaro Alas. Sede de Generali. |
| 11 | Edificio Cadagua                                    |          | 57 m   | 1977 | Oficinas. Diseñado por José Luis y Félix Íñiguez de Onzoño junto a Ricardo Magdalena, José Luis Arias Gil y Emilio de la Torriente. Sede de Ahorro Corporación. |

## Edificio destruido
| # | Edificio      | Edificio | Altura | Año  | Notas |
| - | ------------- | -------- | ------ | ---- | --- |
| 1 | Torre Windsor |          | 106 m  | 1975 | Destruido por un incendio surgido en la noche del 12 al 13 de febrero de 2005. Los escombros fueron desmantelados los meses siguientes y en su lugar se levantó la Torre Titania. |